# Taavi Tamminen
Taavi Tamminen, né le 10 mars 1889 à Uurainen et mort le 19 janvier 1967 à Helsinki, est un lutteur finlandais, spécialiste de lutte gréco-romaine.

## Palmarès
- Jeux olympiques de 1920 à Anvers (Belgique)
  -  Médaille d'argent dans la catégorie poids légers.